# Carla Serrat i Tarré
Carla Serrat i Tarré, més coneguda com a Carla és una cantant vigatana. La seva música es mou entre el synthpop analògic, el trip-pop, el drum'n'bass gentil, el bass soul britànic i l'electrònica. Aquest cos melòdic sincronitza amb els ritmes que, lluny dels habituals pregravats del gènere, són efectuats per una minuciosa bateria, a mans del seu germà Toni Serrat, que actua d'esquelet de la seva música. És germana de la també cantant Joana Serrat, amb qui s'inicià en el món musical fent d'acompanyament vocal i instrumental als seus concerts.
El seu debut discogràfic fou el 2016 amb el disc Night thoughts.

## Discografia
- 2016: Night thoughts (Sones)